# Gray Gables (Darlington, Maryland)
Grey Gables es una casa histórica ubicada en Darlington, condado de Harford, Maryland. Es una casa de madera de estilo Reina Ana de la década de 1880, que presenta un plano irregular, bahías salientes, frontones múltiples inclinados y tejas de madera. Es un ejemplo intacto de los primeros trabajos de Walter Cope, director de uno de los estudios de arquitectura más importantes y prestigiosos de Filadelfia, Cope & Stewardson.
Fue incluido en el Registro Nacional de Lugares Históricos en 1986.